# Karl Fezer
Karl Fezer (Geislingen, 1891 ― Stuttgart, 1960) est un théologien évangélique allemand.

## Biographie
Sa formation achevée, Fezer exerce d’abord la fonction de vicaire à Echterdingen, puis de pasteur en second dans les villes de Stuttgart et Tübingen. De 1926 à 1959, il occupe la chaire de théologie pratique à l’université de Tübingen, et est en même temps, de 1931 à 1956, éphore de l’Institut d’études évangéliques de cette même ville (Evangelisches Stift Tübingen), et, de 1933 à 1935, recteur de l’université. En mai 1933, il fait une demande d’adhésion au NSDAP. La même année, il prend la tête de l’Association estudiantine chrétienne d’Allemagne, la Deutsche Christliche Studentenvereinigung (DCSV, interdite en 1938). Toujours en 1933, il se joint, mais pour une courte durée seulement, aux Chrétiens allemands (Deutsche Christen), devient l’homme de confiance de l’assemblée interfacultaire en vue des négociations sur les « problèmes non encore résolus relatifs à l’Église », et fait partie de la direction provisoire de l’Église évangélique allemande. Quoique proche du national-socialisme, Fezer s’efforce, en collaboration avec l’évêque régional du Wurtemberg, Theophil Wurm, de préserver la faculté de théologie et l’Institut des immiscions des nationaux-socialistes et des Chrétiens allemands.
Son talent de prédicateur se manifeste de bonne heure. Lors de son professorat, il passe pour un homme du verbe, capable d’attirer à ses conférences et séminaires des étudiants venant de bien au-delà du Wurtemberg. Quant à son enseignement sermonnaire, il le dispense en association avec la doctrine théologique d’Adolf Schlatter.

## Publications
- Karl Fezer: Das Wort Gottes und die Predigt. Eine Weiterführung der prinzipiellen Homiletik auf Grund der Ergebnisse der neuen religionswissenschaftlichen und systematischen Forschung, Stuttgart 1925
- Karl Fezer: Der Herr und seine Gemeinde, Stuttgart 1930

## Sources
- Leonore Siegele-Wenschkewitz: Die Evangelische Fakultät Tübingen in den Anfangsjahren des Dritten Reichs. I. Karl Fezer und die Deutschen Christen, in: Zeitschrift für Theologie und Kirche, supplément 4: Tübinger Theologen im 20. Jahrhundert, Tübingen 1978, p. 34-52
- Kurt Hennig, Der Chef. In memoriam Karl Fezer – Hebräer 13,7, in: Rundbrief der Evangelischen Sammlung in Württemberg n° 22, août 1986, p. 11-16
- Jörg Thierfelder: Karl Fezer, in: Siegfried Hermle, Rainer Lächele, Albrecht Nuding (Hrsgg.), Im Dienst an Volk und Kirche, Theologiestudium im Nationalsozialismus, Erinnerungen, Darstellungen, Dokumente und Reflexionen zum Tübinger Stift 1930 bis 1950, Stuttgart 1988, p. 126-156
- H.-M. Müller: Karl Fezer, in: Rainer Lächele/Jörg Thierfelder (Hrsg.), Wir konnten uns nicht entziehen. Dreißig Porträts zu Kirche und Nationalsozialismus in Württemberg, Stuttgart 1998, p. 251-284